# Gran Ucrania

bandera de Ucrania

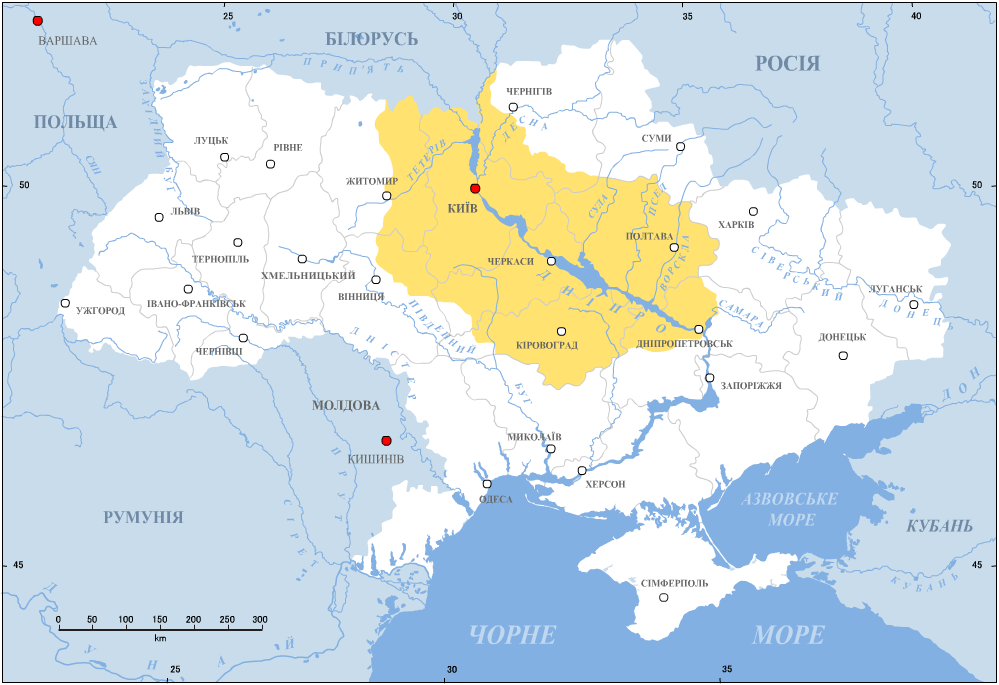
Gran Ucrania en el y el.

Gran Ucrania en 1919

El término de Gran Ucrania antes de la Guerra de independencia de Ucrania hacia referencia generalmente al término de Ucrania del Dniéper, aunque después de la conferencia de paz de París de 1919 se refirió al territorio reclamado por la República Popular Ucraniana. Desde una perspectiva nacionalista la Gran Ucrania incorporaría también los territorios de la República del Lejano Oriente (Ucrania Verde) o las colonias de Ucrania Gris o Ucrania Amarilla.